# Gunther Rathgeber
Gunther Rathgeber (* 10. September 1940; † 21. Juli 2021) war ein deutscher Badmintonspieler.

## Karriere
Gunther Rathgeber qualifizierte sich über einen Sieg bei den süddeutschen Einzelmeisterschaften für die darauffolgenden nationalen Titelkämpfe, wo er Dritter im Doppel werden konnte. Mit dem Team von MTV München 1879 wurde er im gleichen Jahr auch Mannschaftsmeister. 1963 und 1967 gewann er zwei weitere Medaillen bei deutschen Einzelmeisterschaften. 
1973 wurde er mit der Ehrennadel des DBV ausgezeichnet. In den 1980er Jahren war er Vorsitzender des Badminton-Landesverbandes Berlin.

## Sportliche Erfolge
| Saison    | Veranstaltung                     | Disziplin    | Platz | Name |
| --------- | --------------------------------- | ------------ | ----- | --- |
| 1961/1962 | Süddeutsche Einzelmeisterschaft   | Herrendoppel | 1     | Günter Ledderhos / Gunther Rathgeber (MTV München 1879)                                                                          |
| 1961/1962 | Deutsche Einzelmeisterschaft      | Herrendoppel | 3     | Günter Ledderhos / Gunther Rathgeber (MTV München 1879)                                                                          |
| 1961/1962 | Deutsche Mannschaftsmeisterschaft | Mannschaft   | 1     | MTV München 1879 (Gunther Rathgeber, Gerö Maier, Günter Ledderhos, Rupert Liebl, Heide Bichler, Renate Uschold, Christine Fuchs) |
| 1962/1963 | Deutsche Einzelmeisterschaft      | Mixed        | 3     | Gunther Rathgeber / Christiane Fuchs (SV Berliner Bären / MTV München von 1879)                                                  |
| 1966/1967 | Deutsche Einzelmeisterschaft      | Mixed        | 2     | Gunther Rathgeber / Helma Friese (BSC Rehberge Berlin)                                                                           |